# Валтунк
Валтунк (словен. Valtunk; *д/н — †бл. 786) — князь Карантанії (Хорутанії) у 772—786 роках. Інші варіанти імені Владух, Волкун, Валґун. Приблизний переклад як володар.

## Життєпис
Походив зі знатного хорутанського роду, ймовірно, був представником династії Борута. Після смерті князя Ґотімирі у 769 році почалося потужне антибаварське і антихристиянське повстання. Невідомо про дії Валтунка в ці роки.
У 772 році за допомогою військ Тассілона III, герцога Баварії, Валтунку вдалося придушити повстання й стати новим князем Карантанії. Продовжив політику своїх попередників з християнізації держави, сприяючи прибуттю місіонерів з Баварії. В цьому надав підтримку Вергіла, єпископ Зальцбурга.
Помер приблизно 785 або 786 року. Втім, достеменно невідомо, існує версія, що Валтунк помер у 796 році. Втім, це може бути пов'язано з плутаниною імені з титулом владун наступних князів Карантанії. Владу успадкував син або небіж Прибіслав.